# Nghịch thiên kỳ án
《Nghịch thiên kỳ án》(tên tiếng Trung: 逆天奇案; tên tiếng Anh: Sinister Beings), là phim truyền hình điều tra tội phạm luật chính hiện đại được chế tác bởi Công ty hữu hạn quảng bá truyền hình Hong Kong, diễn viên chính Trần Triển Bằng, Lâm Hạ Vy, Phùng Doanh Doanh và Huỳnh Trí Hiền, diễn viên phụ Tưởng Tổ Mạn, Trương Dĩnh Khang, Lưu Bội Nguyệt, Dương Minh, Lý Quốc Lân, Mạch Linh Linh, Hải Tuấn Kiệt, Lý Thành Xương và Lý Long Cơ, diễn xuất khách mời Tiền Tiểu Hào, Bào Khởi Tịnh, Mễ Tuyểt, La Lan và La Lâm. Biên thẩm Sầm Quốc Vinh, Tôn Hạo Hạo, giám chế là Trần Chí Giang, tổng giám chế là Lưu Gia Hào
Đây là một trong các bộ phim tại Triễn lãm truyền hình Quốc tế Hong Kong 2021.

## Đại cương câu chuyện
Hứa Tuấn Sâm (Trần Triển Bằng đóng) là một tinh anh Điểm O, dũng cảm và mưu lược, được cấp trên quý trọng và được đồng nghiệp đánh giá cao, nhưng mong muốn cuối cùng của anh ấy là gia nhập đội Phi Hổ. Ngoài ra còn có một tinh anh Điểm O khác là Thẩm Vi Lực (Huỳnh Trí Hiền đóng), có đầu óc sắc sảo và kinh nghiệm dày dặn. Cách xử lý công việc của cả hai rõ ràng không giống nhau.
Không ngờ trong cảnh đội có bọn phản động nằm vùng, thương vong trầm trọng, vì để tìm ra hung thủ phía sau, Sâm đành từ bỏ ước mơ ở lại Điểm O. Ngoài ra, Sâm và Lực hai người cũng phải đối mặt với hàng loạt vụ án phức tạp bí ẩn, khó lường! Hai người lợi dụng tư duy ngược, trò chơi tâm lý, phân tích cẩn thận, giải mã động cơ tư duy tội phạm! Lưới trời lồng lộng, tuy thưa nhưng khó thoát!

## Giai thoại
- Đây là bộ phim đầu tiên Lâm Hi Đồng, Vương Hạo Nhi quay ở TVB.
- Đơn nguyên của bộ phim này có sự trở lại TVB của Tiền Tiểu Hào sau 5 năm, Ngũ Tuệ San sau 10 năm, Hồng Trác Lập sau 11 năm và Chu Kiện Quân sau 16 năm.
- Đây là tác phẩm tạm biệt TVB của Đặng Gia Kiệt, Lâm Sư Kiệt, Cổ Minh Hoa, Lý Trung Hi, Bạch Vân, Ôn Dụ Hồng, Lưu Chỉ Hi và Trần Duệ Văn.
- Đây là lần hợp tác diễn xuất đặc biệt tiếp theo của La Lan, Bào Khởi Tịnh, Mễ Tuyết và Mạch Linh Linh sau 《Pháp chứng tiên phong IV》.
- Đây là lần hợp tác tiếp theo của Trần Triển Bằng và Lâm Hạ Vy sau 《Đơn luyến song thành》, 《Thiên nhãn》, 《Thừa thắng truy kích》.
- Đây là lần hợp tác tiếp theo của Trần Triển Bằng và Huỳnh Trí Hiền sau 《ID tinh anh》, 《Giải mã nhân tâm》.
- Đây là lần hợp tác tiếp theo của Phùng Doanh Doanh và Trương Dĩnh Khang sau 《Giải quyết sư》.
- Đây là lần hợp tác tiếp theo của Lưu Bội Nguyệt và Trương Dĩnh Khang sau 《Nhất ốc lão hữu ký》, 《Anh hùng thành trại》, 《Mười hai truyền thuyết》.
- Đây là lần hợp tác tiếp theo của Trần Triển Bằng, Lưu Bội Nguyệt và Trương Dĩnh Khang sau 《Anh hùng thành trại》.
- Đây là lần hợp tác tiếp theo của Lâm Hạ Vy, Lưu Bội Nguyệt và Trương Dĩnh Khang sau 《Mười hai truyền thuyết》.

## Tỉ suất xem đài
| Tuần    | Tập     | Ngày             | Rating bình quân | Rating cao nhất | Ghi chú                                                     |
| 1       | 1 - 5   | 3/5 - 7/5/2021   | 26.4             | 27.6            | Tổng rating 7 ngày trên các nền tảng tập 1 - 4 là 27.6 điểm |
| 2       | 6 - 10  | 10/5 - 14/5/2021 | 26.3             | 26.8            | Tổng rating 7 ngày trên các nền tảng tập 9 là 26.8 điểm     |
| 3       | 11 - 15 | 17/5 - 21/5/2021 | 26.6             | 27.7            | Tổng rating 7 ngày trên các nền tảng tập 11 là 27.7 điểm    |
| 4       | 16 - 20 | 24/5 - 28/5/2021 |                  |                 | Rating phát sóng là 23.1 điểm                               |
| 5       | 21 - 25 | 31/5 - 4/6/2021  |                  |                 | Rating phát sóng là 24.5 điểm                               |
| 6       | 26 - 30 | 7/6 - 11/6/2021  | 28.3             | 30.2            | Rating phát sóng là 24.9 điểm, đại kết cục là 30.2 điểm     |
| Cả phim |         |                  |                  |                 |                                                             |

## Ký sự
- Ngày 30/12/2019: Cử hành nghi thức bái thần tại xưởng 13 TVB City số 77 đường Tuấn Tài khu công nghiệp Tướng Quân Áo[6].
- Ngày 16/1/2020: Đoàn phim đi quay ngoại cảnh ở Bangkok Thái Lan, diễn viên đi theo bao gồm: Trần Triển Bằng, Phùng Doanh Doanh, Trương Dĩnh Khang, Lưu Bội Nguyệt, Mễ Tuyết, Quách Tư, Vương Trác Kỳ, Trương Ngạn Bác và Đinh Tử Lãng[7].
- Ngày 30/4/2021: Cử hành động tuyên truyền "Kinh thiên nghịch tập Toàn thành giải mã" lúc 15:30 tại TVB City Tướng Quân Áo.
- Ngày 2/5/2021: Các diễn viên chính tham gia tuyên truyền《Khai tâm đại tống nghệ》.
- Ngày 2/5/2021: Phát sóng chế tác đặc biệt《Nghịch Thiên Kỳ Án Thần cấp trinh tra》lúc 00:05 - 00:35.
- Ngày 11/5/2021: Cử hành hoạt động tuyên truyền "Nghịch tập toàn thành" lúc 14:30 tại TVB City Tướng Quân Áo[8].
- Ngày 18/5/2021: Cử hành hoạt động tuyên truyền "Nghịch chiến" lúc 16:30 tại TVB City Tướng Quân Áo[9].
- Ngày 1/6/2021: Cử hành hoạt động tuyên truyền "Nghịch thiên giải mê" lúc 15:00 tại TVB City Tướng Quân Áo[10].
- Ngày 8/6/2021: Cử hành hoạt động tuyên truyền "Nghịch chuyển tình duyên" lúc 15:00 tại TVB City Tướng Quân Áo[11].
- Ngày 11/6/2021: Cử hành hoạt động tuyên truyền "Cùng nhau xem đại kết cục" lúc 15:00 tại TVB City Tướng Quân Áo lúc 20:00 và xem đại kết cục của phim[12].
- Ngày 21/6/2021: Cử hành tiệc mừng công lúc 19:00 tại TVB City Tướng Quân Áo[13].